# Arcidiocesi di Freetown
L'arcidiocesi di Freetown (in latino Archidioecesis Liberae Urbis) è una sede metropolitana della Chiesa cattolica in Sierra Leone. Nel 2021 contava 87.500 battezzati su 1.872.675 abitanti. È retta dall'arcivescovo Charles Edward Tamba.

## Territorio
L'arcidiocesi comprende l'Area Occidentale e parte della Provincia del Sud della Sierra Leone.
Sede arcivescovile è la città di Freetown, dove si trova la cattedrale del Sacro Cuore.
Il territorio è suddiviso in 11 parrocchie.

## Storia
Il vicariato apostolico della Sierra Leone fu eretto il 13 aprile 1858 con il breve Universi Dominici di papa Pio IX, ricavandone il territorio dal vicariato apostolico delle Due Guinee e del Senegambia (oggi arcidiocesi di Libreville).
Il 18 ottobre 1897 e il 18 aprile 1903 cedette porzioni del suo territorio a vantaggio dell'erezione rispettivamente delle prefetture apostoliche della Guinea francese (oggi arcidiocesi di Conakry) e della Liberia (oggi arcidiocesi di Monrovia).
Il 18 aprile 1950 per effetto della bolla Laeto accepimus di papa Pio XII il vicariato apostolico fu elevato a diocesi con il nome di diocesi di Freetown e Bo, immediatamente soggetta alla Santa Sede.
Il 3 aprile 1952 cedette un'altra porzione di territorio a vantaggio dell'erezione della prefettura apostolica di Makeni (oggi diocesi).
L'11 novembre 1970 cedette ancora una porzione del suo territorio a vantaggio dell'erezione della diocesi di Kenema e contestualmente è stata elevata al rango di arcidiocesi metropolitana con la bolla Quantum boni di papa Paolo VI.
Il 15 gennaio 2011 l'arcidiocesi si è divisa, dando origine alla presente arcidiocesi di Freetown e alla diocesi di Bo.

## Cronotassi dei vescovi
Si omettono i periodi di sede vacante non superiori ai 2 anni o non storicamente accertati.
- Melchior-Marie-Joseph de Marion Brésillac, S.M.A. † (13 aprile 1858 - 25 giugno 1859 deceduto)
  - Sede vacante (1859-1903)[1]
- Jean O'Gorman, C.S.Sp. † (9 novembre 1903 - 23 settembre 1932 dimesso)
- Bartholomew Stanley Wilson, C.S.Sp. † (23 maggio 1933 - 16 aprile 1936 dimesso)
- Ambrose Kelly, C.S.Sp. † (18 maggio 1937 - 12 febbraio 1952 deceduto)
- Thomas Joseph Brosnahan, C.S.Sp. † (11 dicembre 1952 - 4 settembre 1980 ritirato)
- Joseph Henry Ganda † (4 settembre 1980 - 22 marzo 2007 ritirato)
- Charles Edward Tamba, dal 15 marzo 2008

## Statistiche
L'arcidiocesi nel 2021 su una popolazione di 1.872.675 persone contava 87.500 battezzati, corrispondenti al 4,7% del totale.
| anno | popolazione | popolazione | popolazione | presbiteri | presbiteri | presbiteri | presbiteri                | diaconi | religiosi | religiosi | parrocchie |
| anno | battezzati  | totale      | %           | numero     | secolari   | regolari   | battezzati per presbitero | diaconi | uomini    | donne     | parrocchie |
| ---- | ----------- | ----------- | ----------- | ---------- | ---------- | ---------- | ------------------------- | ------- | --------- | --------- | ---------- |
| 1950 | 11.079      | 2.250.000   | 0,5         | 38         |            | 38         | 291                       |         | 40        | 28        | 4          |
| 1970 | 37.096      | 1.282.789   | 2,9         | 50         | 1          | 49         | 741                       |         | 52        | 44        | 20         |
| 1980 | 40.426      | 974.000     | 4,2         | 35         | 5          | 30         | 1.155                     |         | 32        | 40        | 14         |
| 1990 | 41.102      | 1.068.000   | 3,8         | 35         | 18         | 17         | 1.174                     |         | 19        | 57        | 19         |
| 1997 | 88.600      | 1.655.600   | 5,4         | 48         | 29         | 19         | 1.845                     |         | 46        | 56        | 21         |
| 2000 | 91.500      | 1.800.000   | 5,1         | 52         | 30         | 22         | 1.759                     |         | 32        | 56        | 22         |
| 2001 | 24.221      | 1.823.000   | 1,3         | 49         | 30         | 19         | 494                       |         | 31        | 7         | 22         |
| 2002 | 97.234      | 2.300.875   | 4,2         | 55         | 37         | 18         | 1.767                     |         | 34        | 8         | 22         |
| 2003 | 101.678     | 2.800.993   | 3,6         | 58         | 40         | 18         | 1.753                     |         | 39        | 21        | 22         |
| 2004 | 127.851     | 2.918.000   | 4,4         | 57         | 41         | 16         | 2.243                     |         | 33        | 25        | 27         |
| 2006 | 141.200     | 3.214.700   | 4,4         | 52         | 39         | 13         | 2.715                     |         | 33        | 29        | 26         |
| 2007 | 144.000     | 3.283.000   | 4,4         | 66         | 51         | 15         | 2.181                     | 5       | 39        | 32        | 26         |
| 2011 | ?           | 1.776.871   | ?           | 40         | 25         | 15         | ?                         |         | 31        | 23        | 13         |
| 2012 | 70.000      | 1.500.000   | 4,7         | 36         | 25         | 11         | 1.944                     |         | 35        | 14        | 15         |
| 2013 | 71.800      | 1.538.000   | 4,7         | 37         | 20         | 17         | 1.940                     |         | 34        | 18        | 12         |
| 2016 | 77.400      | 1.657.000   | 4,7         | 32         | 18         | 14         | 2.418                     |         | 38        | 16        | 11         |
| 2019 | 83.200      | 1.780.800   | 4,7         | 43         | 22         | 21         | 1.934                     |         | 38        | 19        | 11         |
| 2021 | 87.500      | 1.872.675   | 4,7         | 41         | 20         | 21         | 2.134                     |         | 31        | 21        | 11         |